# Geoffrey Crossley
Geoffrey Crossley (* 11. Mai 1921 in Baslow, Derbyshire; † 7. Januar 2002 in Headington, Oxfordshire) war ein englischer Autorennfahrer.

## Karriere
Der britische Amateur fuhr vor dem Zweiten Weltkrieg nur einige lokale Rennen in einem gebrauchten Riley und kaufte 1949 ein Grand-Prix-Modell von Geoffrey Taylors Alta Car and Engineering Company. Er bestritt damit den Großen Preis von Belgien 1949 in Spa und erreichte einen beachtlichen 7. Rang. Im Jahr darauf nahm er am Britischen Grand Prix von 1950, dem ersten Rennen zur neu eingeführten Automobil-Weltmeisterschaft, teil. Einige Wochen später, wieder in Spa, bestritt er seinen zweiten und letzten Formel-1-Weltmeisterschaftslauf. Mit einem Rückstand von fünf Runden auf den Sieger Juan Manuel Fangio erreichte er Rang 9. Daneben bestritt er einige Clubrennen auf nationaler Ebene mit wechselndem Erfolg. Da er die Kosten des Motorsports als Amateur nicht tragen wollte, zog er noch im selben Jahr die Konsequenzen und verabschiedete sich aus dem Grand-Prix-Sport.

## Statistik

### Statistik in der Automobil-Weltmeisterschaft

#### Gesamtübersicht
| Saison | Team              | Chassis | Motor        | Rennen | Siege | Zweiter | Dritter | Poles | schn. Rennrunden | Punkte | WM-Pos. |
| ------ | ----------------- | ------- | ------------ | ------ | ----- | ------- | ------- | ----- | ---------------- | ------ | ------- |
| 1950   | Geoffrey Crossley | Alta GP | Alta 1.5 L4s | 2      | −     | −       | −       | −     | −                | −      | NC      |
| Gesamt | Gesamt            | Gesamt  | Gesamt       | 2      | −     | −       | −       | −     | −                | −      |         |

#### Einzelergebnisse
| Saison | 1 | 2 | 3 | 4 | 5 | 6 | 7 |
| ------ | - | - | - | - | - | - | - |
| 1950   |   |   |   |   |   |   |   |
| DNF    |   |   |   | 9 |   |   |   |

| Legende  | Legende            | Legende                                                          |
| Farbe    | Abkürzung          | Bedeutung                                                        |
| -------- | ------------------ | ---------------------------------------------------------------- |
| Gold     | –                  | Sieg                                                             |
| Silber   | –                  | 2. Platz                                                         |
| Bronze   | –                  | 3. Platz                                                         |
| Grün     | –                  | Platzierung in den Punkten                                       |
| Blau     | –                  | Klassifiziert außerhalb der Punkteränge                          |
| Violett  | DNF                | Rennen nicht beendet (did not finish)                            |
| Violett  | NC                 | nicht klassifiziert (not classified)                             |
| Rot      | DNQ                | nicht qualifiziert (did not qualify)                             |
| Rot      | DNPQ               | in Vorqualifikation gescheitert (did not pre-qualify)            |
| Schwarz  | DSQ                | disqualifiziert (disqualified)                                   |
| Weiß     | DNS                | nicht am Start (did not start)                                   |
| Weiß     | WD                 | zurückgezogen (withdrawn)                                        |
| Hellblau | PO                 | nur am Training teilgenommen (practiced only)                    |
| Hellblau | TD                 | Freitags-Testfahrer (test driver)                                |
| ohne     | DNP                | nicht am Training teilgenommen (did not practice)                |
| ohne     | INJ                | verletzt oder krank (injured)                                    |
| ohne     | EX                 | ausgeschlossen (excluded)                                        |
| ohne     | DNA                | nicht erschienen (did not arrive)                                |
| ohne     | C                  | Rennen abgesagt (cancelled)                                      |
| ohne     | keine WM-Teilnahme |                                                                  |
| sonstige | P/fett             | Pole-Position                                                    |
| sonstige | 1/2/3/4/5/6/7/8    | Punktplatzierung im Sprint-/Qualifikationsrennen                 |
| sonstige | SR/kursiv          | Schnellste Rennrunde                                             |
| sonstige | *                  | nicht im Ziel, aufgrund der zurückgelegten Distanz aber gewertet |
| sonstige | ()                 | Streichresultate                                                 |
| sonstige | unterstrichen      | Führender in der Gesamtwertung                                   |